# Portego

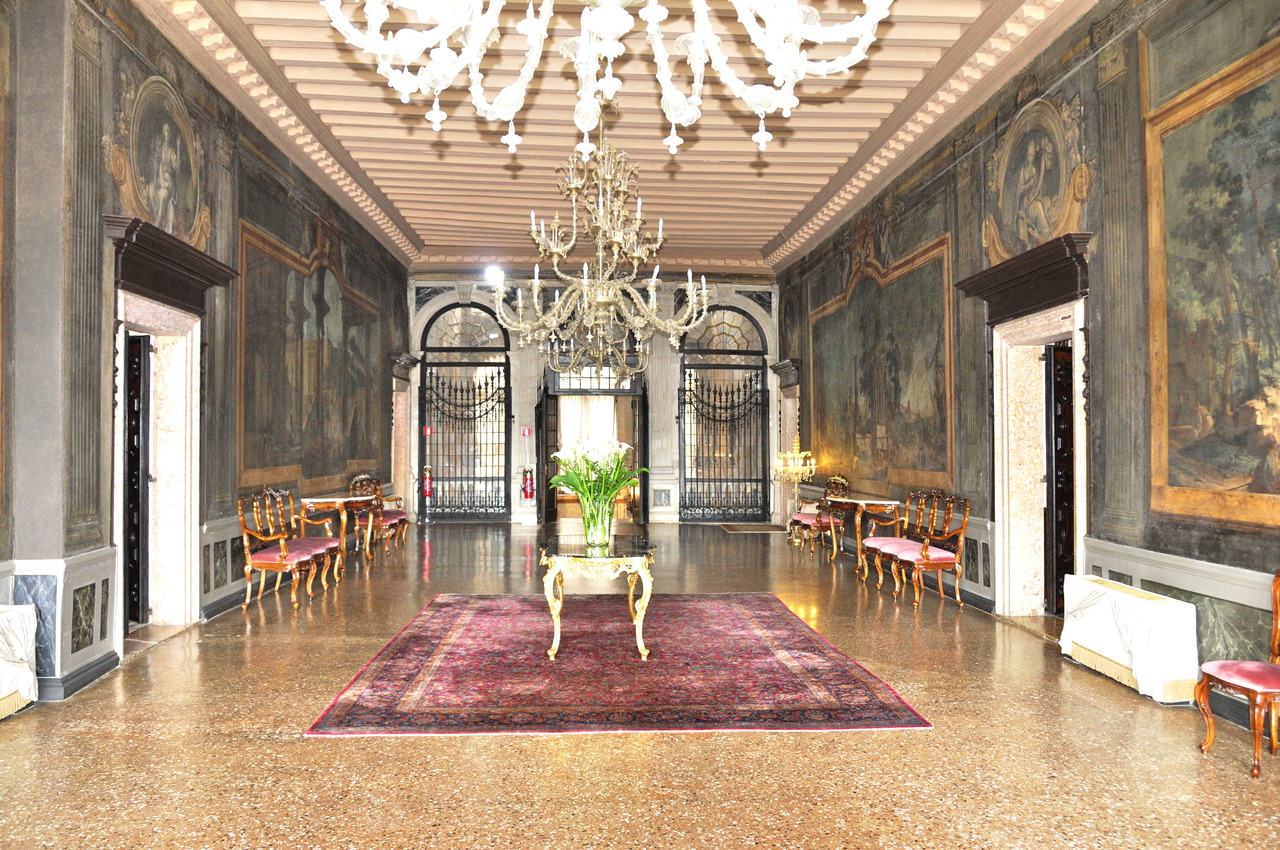
El portego del Palazzo Morosini Sagredo termina en la escalera monumental diseñada por Andrea Tirali

Portego ("porche" en dialecto veneciano) es un elemento compositivo característico de los edificios civiles venecianos construidos durante los años de la República de Venecia. Se trata de un gran salón que conecta las distintas habitaciones del primer piso y las escaleras, llegando desde la fachada, hasta el fondo. El portego es similar a una sala de recepción pero tiene características peculiares.

## Historia
El portego es conocido desde la antigüedad. Está presente incluso en los palacios venecianos más antiguos. En siglos posteriores y, especialmente, durante el surgimiento de la arquitectura renacentista, la estructura central original del portego cambió sustancialmente, permitiendo salas en forma de T y L.

## Función
En el palacio veneciano típico, el portego es el pasillo de paso local que une la puerta que da al canal con la puerta de tierra. En la planta baja sirve como vestíbulo de entrada o para la carga de mercancías, mientras que en las plantas superiores el portego se utiliza tanto como vestíbulo de recepción, como de paso para acceder a otras estancias, situadas a ambos lados.

## Arquitectura
Por lo general, el portego une el portal de agua y el portal de tierra, atravesando todo el palacio. Esta gran sala suele estar decorada por una iluminación múltiple polífora, dependiendo su tamaño de la anchura del interior. En el palazzo tradicional, por ejemplo el Palazzo Loredan dell'Ambasciatore, la escalera se sitúa en el portego.

## Galería

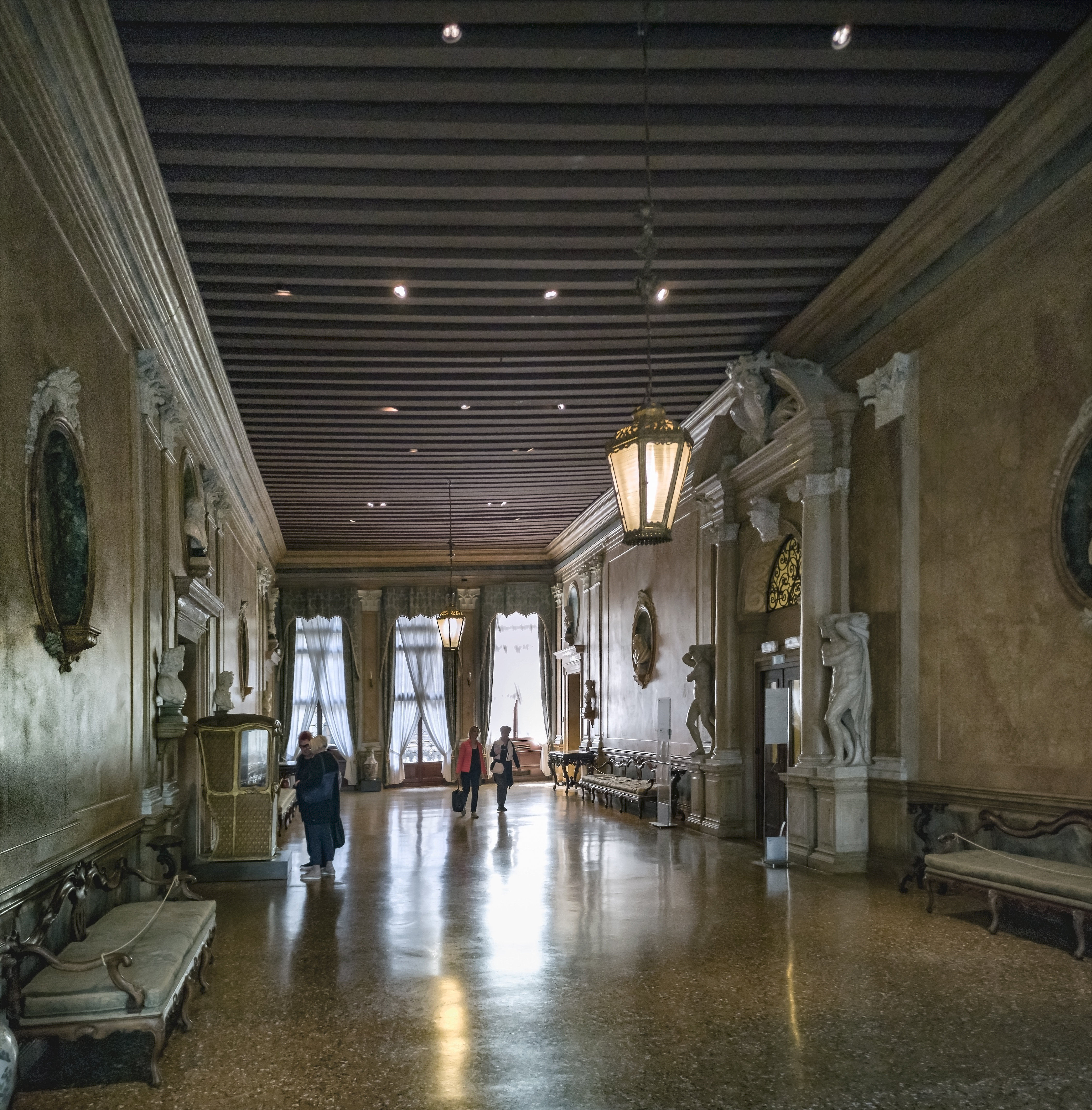
Portego de Ca' Rezzonico
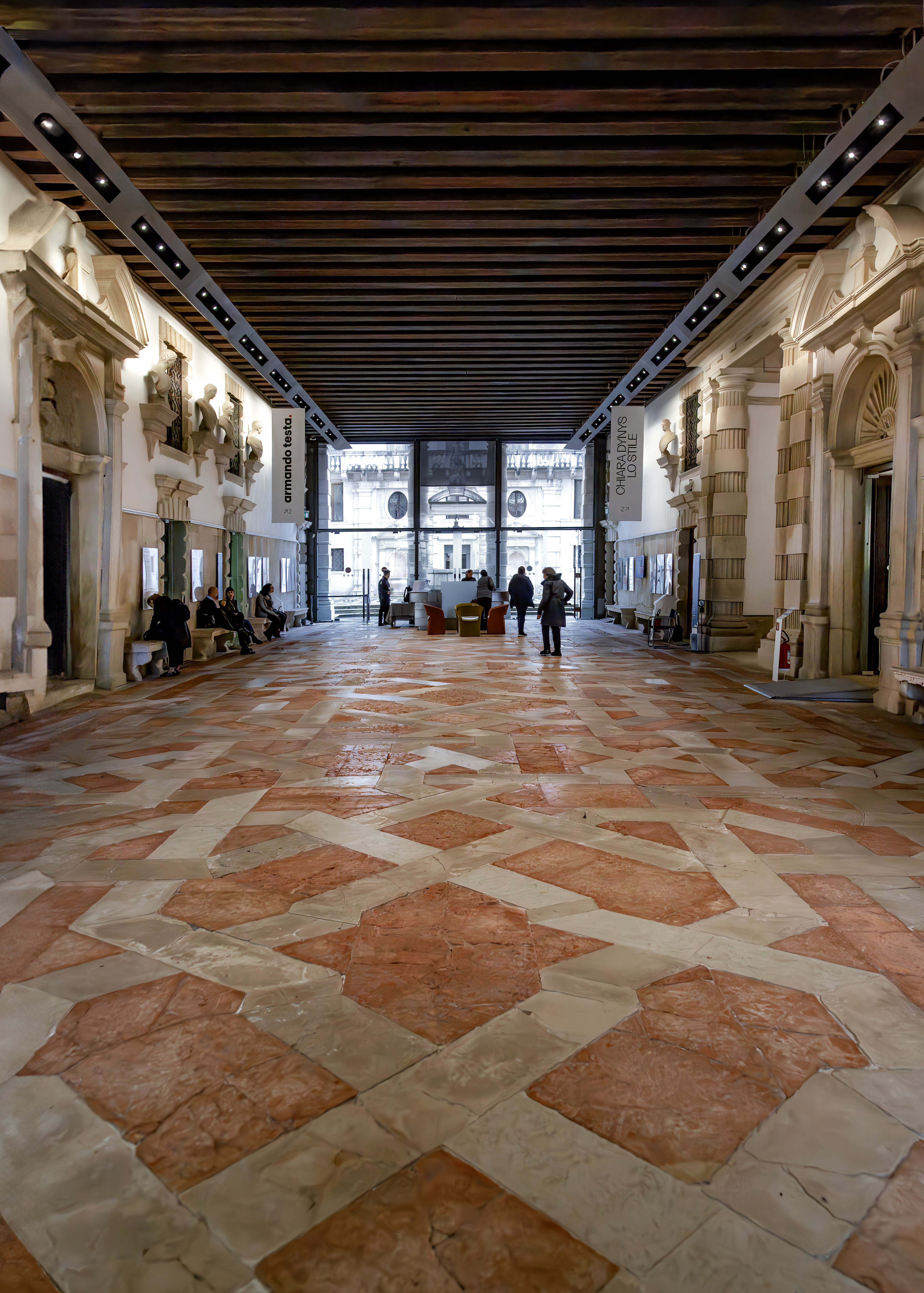
Portego de Ca' Pesaro
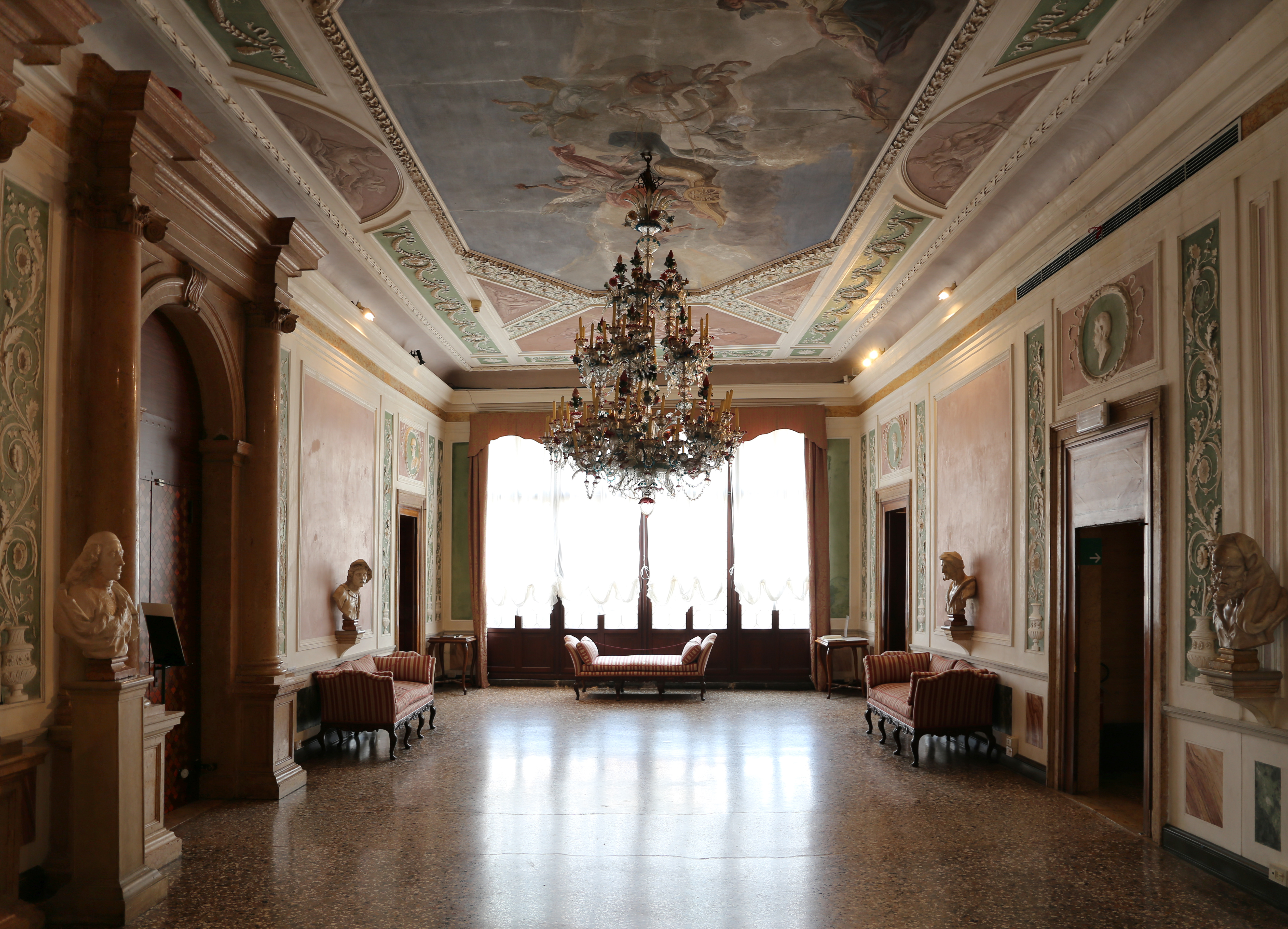
Portego del Palacio Querini Stampalia
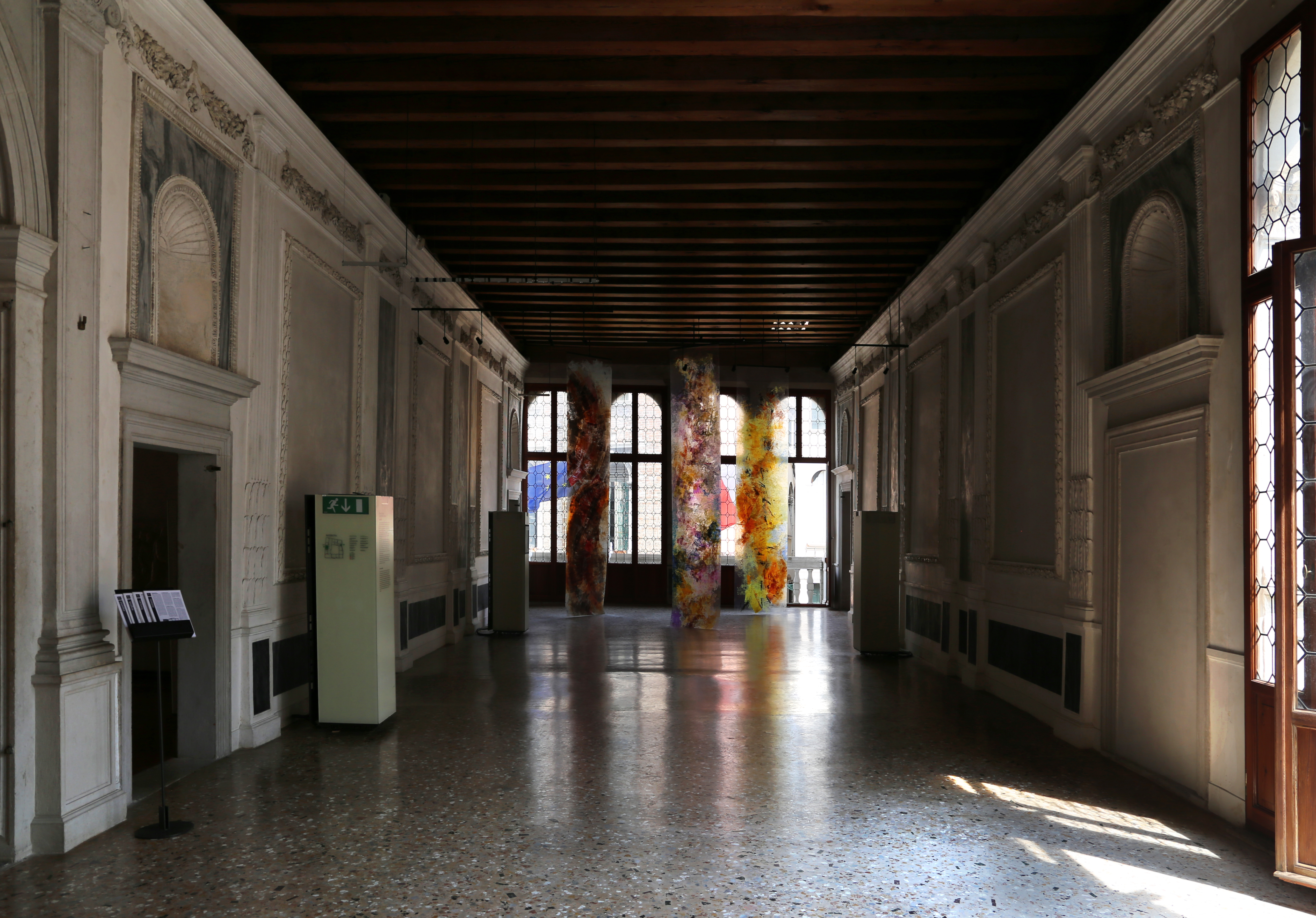
Portego del Palacio Grimani de Santa Maria Formosa
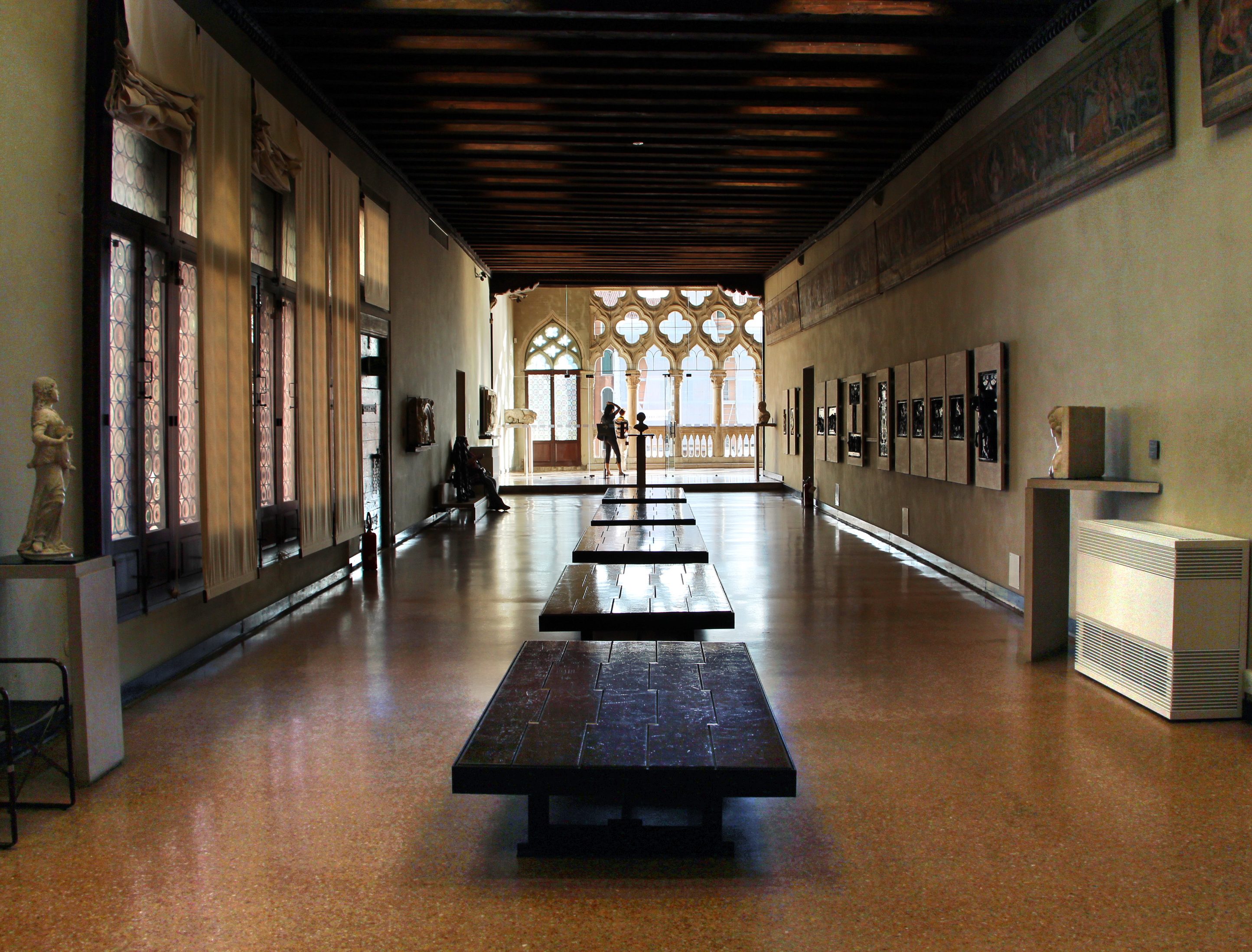
Portego de Ca' d'Oro